# Candid Records
Candid Records ist ein 1960 in New York von Archie Bleyer gegründetes Jazz-Label (als Sub-Label seines Cadence Labels), für die Anfang der 1960er Jahre der Jazzkritiker und Bürgerrechtler Nat Hentoff Produzent war. Sie brachten u. a. Charles Mingus („Mingus“ 1960, „Charles Mingus presents Charles Mingus“), Abbey Lincoln und Max Roach (mit der programmatischen „We Insist! Freedom Now Suite“) und Eric Dolphy heraus. Das Label bestand nur bis 1961. Der Sänger Andy Williams machte aber einige Wiederveröffentlichungen aus dem Katalog auf seinem Barnaby Label.
Candid Records wurde aber 1988 von dem englischen Produzenten Alan Bates (Gründer von Black Lion Records) neu belebt. Bates brachte den gesamten Katalog neu heraus, ebenso wie einige früher nicht veröffentlichte Aufnahmen. Candid brachte in England u. a. die Sänger Jamie Cullum, Clare Teal und Stacey Kent heraus, von denen Cullum (dessen Debütalbum bei Candid erschien) aber mit einsetzendem Erfolg zu Universal Jazz weiterzog und Clare Teal zu Sony.
Über die Ehefrau von Bates – Nieves Pascua-Bates – expandierte das Label auch in den Philippinen. „Candid Records Philippines“ brachten u. a. den Jazz-Gitarristen Johnny Alegre und den Jazz-Sänger Mon David heraus. Das bis in die Gegenwart bestehende nun britische Musiklabel hat seinen Geschäftssitz in London.
Im Jänner 2021 übernahm Exceleration Music das Label. Es folgten Produktionen wie Songs from Other Places von Stacey Kent und Art Hirahara.

## Belege
1. ↑  Aktuelle Anschrift der Independent-Company Candid Records, abgerufen am 14. April 2016.
2. ↑  Exceleration Invests in the Future of Independent Music. 14. Januar 2021, abgerufen am 17. November 2021.